# Brecht Van Elslande
Brecht Van Elslande (* 1980 in Belgien) ist ein belgischer Filmproduzent und Filmemacher, der 2025 für einen Oscar nominiert wurde.

## Biografie
Van Elslande studierte Kunstgeschichte und startete seine Karriere mit Arbeiten für die Künstlerin Berlinde De Bruyckere und die Sammlung zeitgenössischer Kunst der Belgischen Nationalbank. Von etwa 2006 bis 2010 war er Projektmanager für FilmLab und Kurzfilm beim Flanders Audiovisual Fund (VAF). Im Jahr 2010 begann Van Elslande als Manager von KASKcinema zu arbeiten, einem Arthouse-Kino in Gent. 2014 gründete er dann mit Bert Lesaffier Animal Tank, eine Produktionsfirma, die sich auf unkonventionelle Animations- und Live-Action-Projekte spezialisiert hat. Von 2015 bis 2017 arbeitete Van Elslande als Koordinator für die Filmabteilung von KASK & Conservatorium. Seit September 2018 unterrichtet er bei KASK & Conservatorium das Fach „Einführung in den audiovisuellen Bereich“.
Mit dem Kurzfilmdrama Perfect Darkness von 2016 machte Van Elslande als Produzent auf sich aufmerksam. Der Film zeigt Anna und deren Freund Gus in ihrem letzten Urlaub vor der Geburt ihres Kindes. Anna kommt zu dem Entschluss ein Geheimnis, das sie schon lange mit sich herumträgt, nunmehr preiszugeben. Der Film erhielt beim Film Festival Oostende eine Nominierung in der Kategorie „Bester Kurzfilm“. Der im Jahr darauf erschienene  Kurzfilm-Thriller Where the Skin Lies wurde ebenfalls von Van Elslande produziert. Darin geht es um sechs Menschen, die durch ein traumatisches Erlebnis miteinander verbunden sind. 
Für den Kurzfilm Beautiful Men (2023) von Nicolas Keppens war Brecht Van Elslande wiederum als Produzent tätig. Gemeinsam mit Keppens ist er 2025 für den Oscar in der Kategorie „Bester animierter Kurzfilm“ für und mit dem Film nominiert. Der Film thematisiert in Stop-Motion-Animation die Hoffnungen von drei Brüdern, die sich von einer durchzuführenden Haartransplantation viel für ihr weiteres Leben versprechen. Außer der Nominierung für einen Oscar war der Film für zwölf weitere Preise nominiert und konnte bisher neun Auszeichnungen erringen.

## Filmografie (Auswahl)
- 2016: Perfect Darkness (Kurzfilm; Produzent)
- 2017: To Each His Own Mask (Kurzfilm; Produzent)
- 2017: Where the Skin Lies (Leiter Postproduktion, Co-Produzent)
- 2017: Mourning Diary (Kurzfilm; Produzent)
- 2018: Frequencies (Kurzfilm; Produzent)
- 2018: The Ape Man (Kurzfilm; Produzent)
- 2018: Wildebeest (Kurzfilm; Produzent)
- 2020: Easter Eggs (Kurzfilm; Produzent)
- 2020: Achttien (Kurzfilm; Produzent)
- 2023: Portrait of a Disappearing Woman (Kurzfilm; Produzent)
- 2023: E6-D7 (Kurzfilm; Produzent)
- 2023: Wat zit er in die kist? (Kurzfilm; Produzent)
- 2023: Beautiful Men (Kurzfilm; Produzent)
- 2023: Rachid (Kurzfilm; Produzent)
- 2024: Dikkie Dik en de Verdwenen Knuffel (Leiter Animation)

## Auszeichnung
- Oscarverleihung 2025: Oscarnominierung für Beautiful Men in der Kategorie „Bester animierter Kurzfilm“ gemeinsam mit Nicolas Keppens